# Formatie van Enschede
De Formatie van Enschede is een verouderde term uit de Nederlandse lithostratigrafie. In deze formatie vielen uit door rivier uit het oosten aangevoerde Pleistocene zanden en grinden. Deze worden tegenwoordig voornamelijk tot de Formatie van Appelscha gerekend. Een uitzondering vormen de Lagen van Hattem, die de basis van de Formatie van Enschede vormden en tegenwoordig tot de Formatie van Peize worden gerekend.